# Южнославянски пансион
Южнославянският пансион (на руски: Южнославянский пансион) е специално училище в Руската империя, съществувало в края на ХІХ век в градовете Николаев (Украйна) и Дрогичин (Беларус).

## История
Пансионът е открит в гр. Николаев с императорска заповед от 10 февруари 1867 г. Ръководител на пансиона е Тодор Минков (1830 – 1906). Закрит е през 1892 г.
Открит е наново в гр. Дрогичин през 1893 г. и е закрит през 1906 г.

## Възпитаници
Целта на училището е да обучава ученици от балканските славянски народи – българи, сърби, черногорци и др. В пансиона учат редица станали известни по-късно българи: революционери, политици, общественици и др. Сред тях са:
- Симеон Ванков[3],
- Георги Стаматов[4],
- Панайот Волов,
- Алеко Константинов,
- Екатерина Каравелова,
- Михаил Греков,
- Георги Кирков
- Александър Малинов